# Flexfolie
Flexfolie und Flockfolie sind Materialien für Schneidplotter, die für einen einmaligen Transferdruck eingesetzt werden. Häufiger Einsatz findet sich zum Bedrucken von T-Shirts mit Schriftzeichen in Copy-Shops. 

## Namensgebung
Der Name der Flexofolientechnik entstammt dem Flexodruck, einem Hochdruckverfahren, bei dem mit einer Walze ein Muster aus Farbpigmenten (mit Lösemitteln und Bindemitteln versetzt) auf eine Druckplatte aufgetragen wird – dieses Muster der Druckplatte wird dann unter Druck und Hitze (manchmal auch durch UV-Aktivierung) mit dem zu bedruckenden Material verbunden (transferiert). 

## Herstellung
Bei Flexfolien wird das Muster der Druckplatte anders hergestellt – die Flexfolie besteht aus drei Schichten, einer Trägerfolie, darauf eine Schicht mit Farbpigmenten und obenliegend dann eine Deckschicht mit Schmelzkleber, die bei Raumtemperatur trocken ist und zum Kleben erst aktiviert werden muss durch Hitze. Ein Schneidplotter ritzt die Grenzen des Musters in die Deckschicht – anschließend wird die Deckschicht abgehoben, womit überschüssige Farbpigmente abgeschält werden. Dieses sogenannte Entgittern ist bei typischen Mustern wie Schriftzeichen nur im ersten Schritt großflächig, da viele Buchstaben innenliegende Öffnungen haben.
Der resultierende Positivschnitt auf der Trägerfolie wird nun zum separaten Transferdruck auf eine Druckplatte gespannt. Dadurch entsteht wie beim traditionellen Flexodruck ein Abbild auf der Druckplatte, das nun aktiviert wird – meist mit Hitze zum Verflüssigen des Klebers – und anschließend unter hohem Druck (zwischen zwei Walzen der Druckpresse) mit dem zu bedruckenden Material verbunden wird. Anschließend kann die Trägerfolie abgezogen werden. Vergleiche auch Flockfolie und Flocktransfer und elektrostatische Beflockung.

## Unterschiede
Die Unterschiede von Flexfolie und Flockfolie liegen im Aufbau der verwendeten Farbschicht, die deren spätere Eigenschaften bestimmt. Die Flexfolien haben als eigentliche Druckschicht eine flexible Plastikmembran, die auf dem bedruckten Material (meist Textilien) ein festes glattes porenfreies Abbild mit der Anmutung von Plastik erzeugt – die Flockfolien haben eine traditionellere Druckschicht aus Flockfasern, die ein raues leicht poröses Abbild erzeugt, dass sich wie Samt anfühlt und eher den Eindruck von Stoff erfüllt. Das Abbild der älteren Flockfolientechnik ist allerdings anfälliger für das Ablösen von Pigmenten – es fusselt mit der Zeit.

## Sonstige Folien
Mit den Flexfolien eng verwandt sind die Bügelfolien, bei denen zur Aktivierung die Hitze eines Bügeleisens genügt. Im Unterschied zu heutigen Flexfolien existieren hier nur zwei Schichten, die Trägerfolie und eine Klebeschicht. Die Farbe kann wahlweise in die Folie integriert (sie verbleibt auf dem bedruckten Material) oder in die Klebeschicht eingearbeitet sein, die nach dem Austrocknen einem Farbanstrich entspricht. Aus letzterer Variante entwickelte sich die Flockfolie zum Auftragen einer Farbschicht. Während Motive der Bügelfolien auch mehrfarbig sein können, bleiben die meisten Flexfolienschnitte einfarbig. Bei Bügelfolien existieren auch Varianten für den Hausgebrauch, bei der mittels eines Tintenstrahldruckers die Klebeschicht mit Farbe präpariert wird, die dann aufgebügelt wird. 
Die entstehende Farbschicht im Bügeldruck hat jedoch keine hohe Stabilität, weshalb vielfach die transparente Trägerfolie als Schutz belassen wird. Bei Bügeldrucken auf Textilien sind diese im Regelfall nur bis 30° waschbar und lösen sich dennoch mit der Zeit ab, während der Textildruck von Flockfolien meist mit 40° oder 60° waschbar ist, die Flexfolien können teilweise auch mit 80° gewaschen werden und verbleiben dabei länger in der ursprünglich gedruckten Form.